# Nistorești (okręg Vrancea)
Nistorești – wieś w Rumunii, w okręgu Vrancea, w gminie Nistorești. W 2011 roku liczyła 323
mieszkańców